# Кам'янецький повіт (Подільська губернія)
Кам'янецький повіт — з 1434 року, коли західна частина Поділля разом за Галичиною були інкорпоровані Польським Королівством, центральний повіт Подільського воєводства.
Кам'янець-Подільський повіт — адміністративно-територіальна одиниця Подільської губернії Російської імперії. Повітовий центр — місто Кам'янець-Подільський.

## Географія
Повіт займав південно-західний кут губернії. На півночі межував з Проскурівським, на сході з Ушицьким повітами Подільської губернії. Площа близько 2540 верст² (2870 км²).
Поверхню Кам'янецького повіту перетинають гори Медобори. Починаються вони на Поділлі між Сатановим і Вільхівцями, далі тягнуться біля Гусятина, Івахновець, Лянцкоруня, Білої, Нігина на Гуменці та Супруньківці і далі до Дністра, понижаються біля Субоча і пропадають зовсім нижче Ямполя.
Повіт поділявся на 160 сільських громад і 14 волостей та 1 місто:
- місто Кам'янець з передмістями Біланівка, Кармелітанське, Новий План, Польські Фільварки, Руські Фільварки, Солдатська Слобода, місцевостями Зіньківці, Карвасари.
- Баговицька,
- Бережанська,
- Вільховецька,
- Гавриловецька,
- Городоцька,
- Довжоцька,
- Купинська,
- Куявська,
- Лянцкорунська,
- Маківська,
- Орининська,
- Рихтецька,
- Смотрицька,
- Циківська.

В повіті було 16 містечок та 202 села.

## Освіта
В Кам'янці знаходилася 8 класова гімназія, прогімназія, семінарія православна, гімназія жіноча, духовна жіноча школа, приватний жіночий пансіонат, 2 класова міська школа, народна школа при церкві. В Привороттю була духовна школа і окрім того в волостях народні школи. В Кам'янці було 3 шпиталі, аптек було 5 (2 в Камянці і по одній в Гусятині, Смотричу, Городку. З Кам'янця до Ушиці та до Проскурова йшли поштові тракти.
В Кам'янецькому повіті було 72 фабрики, на яких працювало 1304 особи.
В повіті знаходиться 134 церкви та монастирів, з них 68 з дерева. В місті Кам'янці знаходилося 4 костьоли, а в повіті 10 костьолів (в Збрижу, Чорнокозинцях, Городку, Зінківцях, Черчі, Куківцях, Жванцю, Смотричу, Заліссю, Оринині)

## Населення
Згідно з переписом населення Російської імперії 1897 року в повіті проживало 266 350 чоловік. З них 78,94 % — українці, 13,93 % — євреї, 4,1 % — росіяни, 2,73% — поляки.